# Ermil Gheorghiu
Ermil F. Gheorghiu (n. 13 februarie 1896, Botoșani – d. 14 ianuarie 1977, București) a fost un general aviator român, Șef de Stat Major al Forțelor Aeriene.
A absolvit Școala Militară de Ofițeri în 1915. A fost înaintat la gradul de comandor aviator la 16 octombrie 1937 și la gradul de general de escadră la 10 mai 1941.
A fost decorat cu Ordinul „Mihai Viteazul”, clasa III, pentru modul cum a luptat în cadrul Corpului Aerian în timpul Bătăliei de la Mărășești.
„Pentru vitejia și devotamentul excepțional cu care a executat o recunoaștere fotografică la 30 septembrie 1917, fiind grav rănit în abdomen de o schijă, care i-a perforat ficatul, a continuat recunoașterea îndeplinindu-și misiunea.”
Înalt Decret no. 570 din 12 iunie 1917:p. 86
În timpul celui de-al Doilea Război Mondial a fost numit la comanda Corpului Aerian Român (21 noiembrie 1942), ulterior fiind avansat ca Șef de Stat Major al Forțelor Aeriene Române. A fost decorat cu Ordinul Virtutea Aeronautică cu spade, clasa Comandor (16 februarie 1944) „pentru deosebita pricepere și destoinicie cu care a condus operațiunile Corpului aerian pe timpul luptelor contra bolșevismului în operațiunile dela Cuban, Donețul mijlociu și de pe Mius”.
Generalul de escadră aviator Ermil Gheorghiu a fost numit la 1 septembrie 1944 în funcția de subsecretar de stat pentru Aviație.
Generalul comandant aviator Ermil Gheorghiu a fost trecut în cadrul disponibil la 9 august 1946, în baza legii nr. 433 din 1946, și apoi, din oficiu, în poziția de rezervă la 9 august 1947.
În cadrul unei operațiuni din noaptea de 5/6 mai 1950, Securitatea l-a arestat pe generalul Ermil Gheorghiu, deținut până în 1955. A supraviețuit închisorilor comuniste, decedând în anul 1977.

## Decorații
- Ordinul „Mihai Viteazul”, clasa III, 12 iunie 1917[2]:p. 86
- Ordinul „Steaua României” în gradul de Ofițer (8 iunie 1940)[7]
- 1939 - Crucea de Fier cl. a II-a și a III-a
- Crucea de Fier cl. I-a
- 11 februarie 1943 - Crucea de Fier de Aur
- 4 aprilie 1944 - Cavaler al Crucii de Fier
- Ordinul „Virtutea Aeronautică” cu spade, clasa Comandor (16 februarie 1944)[3]